# Velká Štáhle
Velká Štáhle (niem. Gross Stohl) – gmina w Czechach, w powiecie Bruntál, w kraju morawsko-śląskim. Według danych z dnia 1 stycznia 2012 liczyła 363 mieszkańców.